# Hajjah (Qalqilya)
 (octobre 2016).
Hajjah ou Hajja (arabe : حجة) est un village palestinien au nord de la Cisjordanie, situé dix-huit kilomètres à l'ouest de Naplouse, dans le Gouvernorat de Qalqilya.

## Étymologie
Hajjah est un mot d'origine araméen, traduit par « marché » ou « société ».

## Démographie
Selon le Bureau central palestinien des statistiques, le village avait une population d'environ 2 500 habitants (2006).